# Claude Viseux

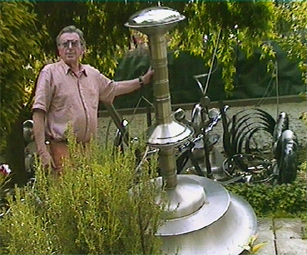
Standbild aus einem Video für die Encyclopédie audiovisuelle de l'art contemporain.

Claude Viseux (* 1927 in Champagne-sur-Oise; † 2008 in Anglet) war ein französischer Maler, Bildhauer und Grafiker. Er entwarf auch Bühnenbilder.

## Leben

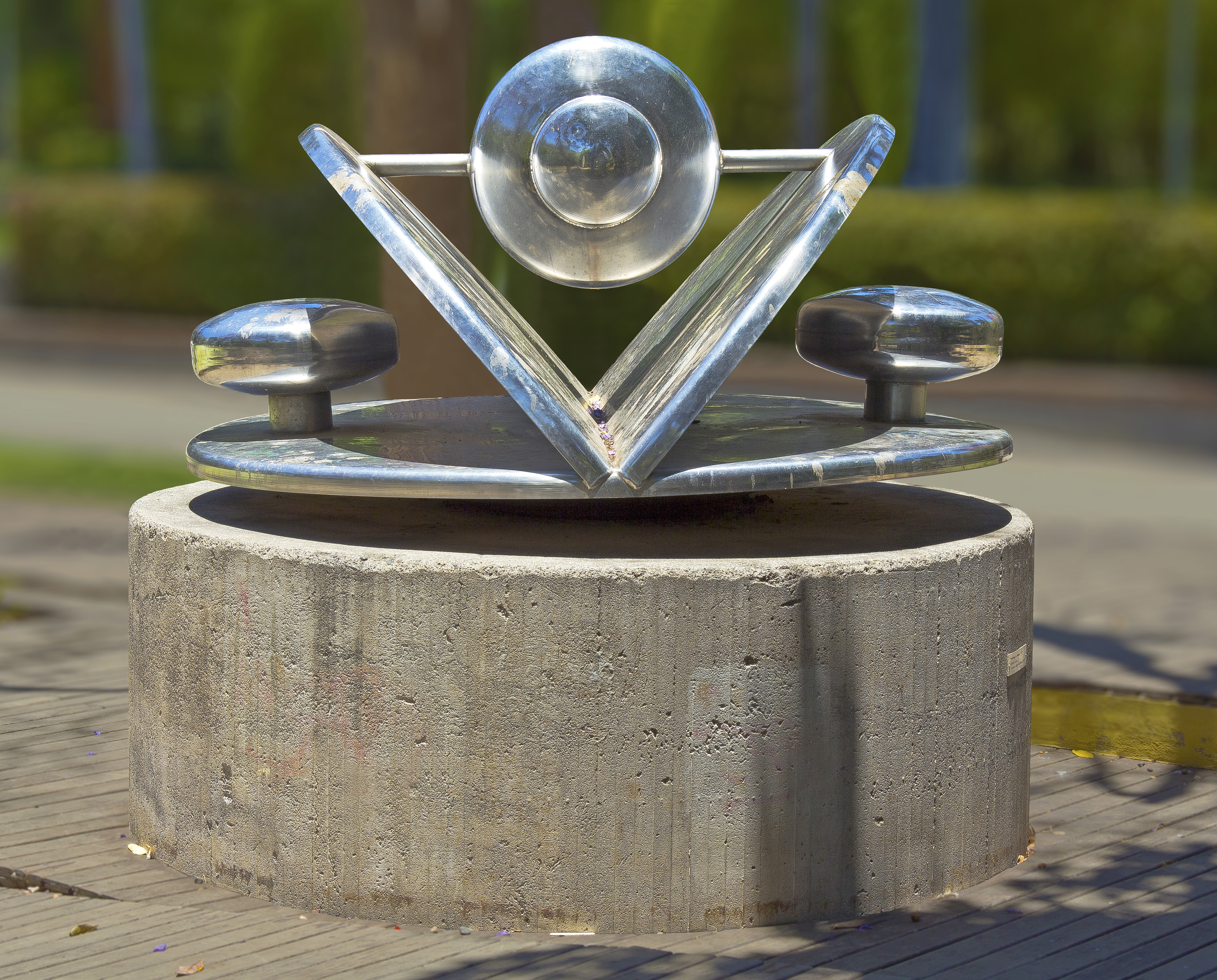
Homenaje a Millares, 1973. Maße: 1,22 × 2,00 × 2,00 m. Im Rahmen der Initiative „Escultura en la Calle“ der Architektenkammer der Kanarischen Inseln im Parque García Sanabria in Santa Cruz de Tenerife aufgestellt.

Claude Viseux wurde als Sohn von Gabriel Viseux und Yvonne Cavan geboren, die beide bei der französischen Eisenbahn (SNCF) arbeiteten. Während des Zweiten Weltkriegs verbrachte er einige Zeit im Département Ariège, um dem Arbeitsdienst zu entgehen, und machte anschließend sein Abitur am Lycée de Pontoise.

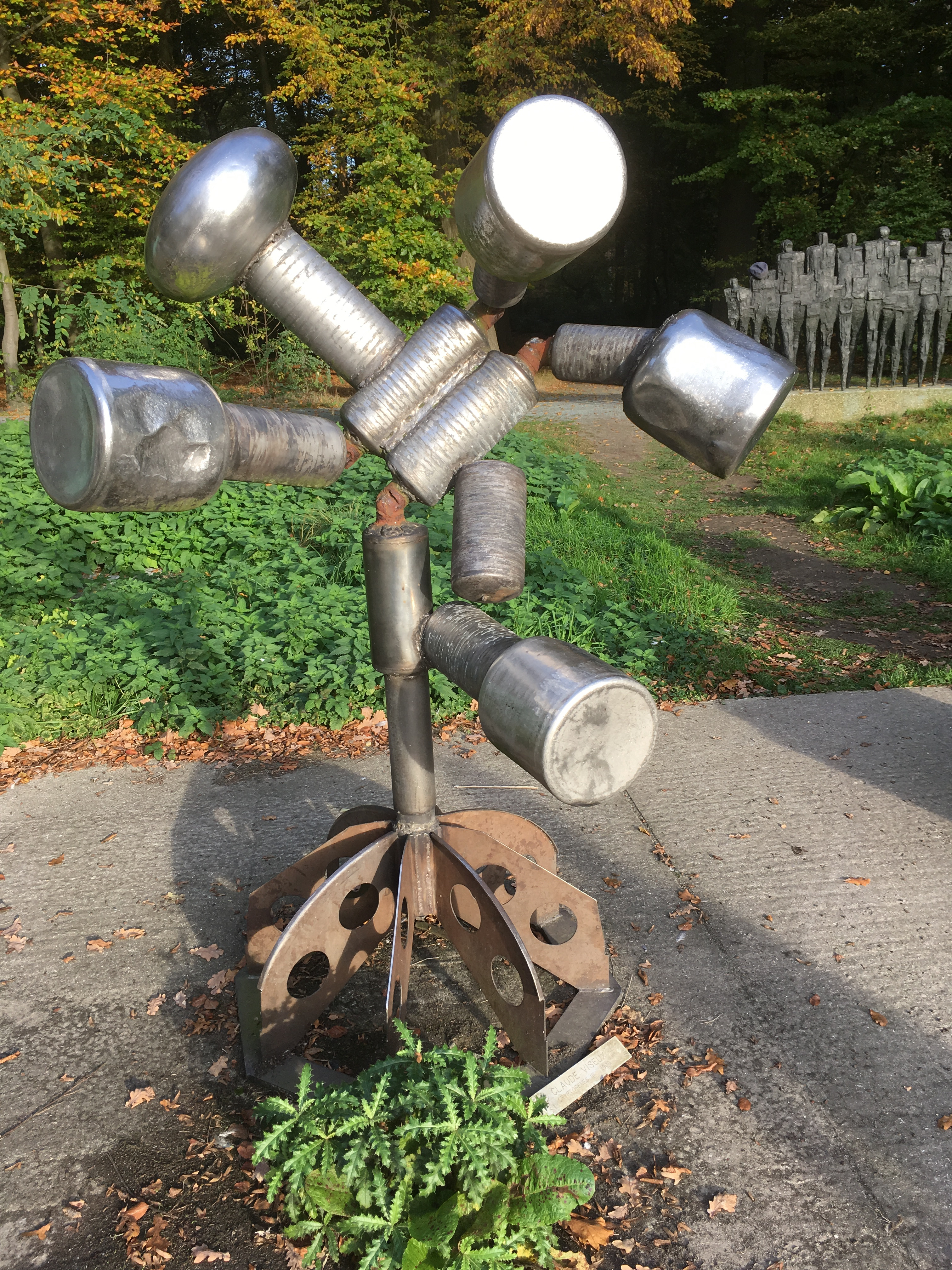
Cryptogènes III, 1968. Middelheim Museum, Freilichtmuseum in Antwerpen, Belgien.

1946 wohnte Claude Viseux im Maison des provinces de France in der Cité internationale universitaire de Paris bei dem Architekten Michel Dépruneaux, mit dem er dauerhaft befreundet bleiben sollte, und schrieb sich als Gasthörer an der École nationale supérieure des beaux-arts de Paris ein, um in den Ateliers von Georges Gromort und Louis Arretche Architektur zu studieren. Ab 1947, so erinnert er sich, schuf er sich „eine Umgebung aus gefundenen Objekten“ und gewöhnte sich daran, „Erinnerungen zu sammeln: riesige Bombensplitter, verkalkte Steine, Totholz, Abdrücke und Abziehbilder von Mauern oder getrocknetem Gras, ...“, ein heterogenes und nicht klassifizierbares Ensemble, das er als „einen Schatz nicht entzifferbarer Dinge, die sein Absolutes sind“ bezeichnete. Die Hilfe, die er brauchte, fand er „eher in populärwissenschaftlichen und biologischen Zeitschriften, beim Klempner, der mir das Löten beibrachte, beim Drogisten, der mir die alchemistischen Farbmischungen zeigte, bei den Zigeunern, die mit Schrott arbeiteten, als in Museen oder Kunstkatalogen“.
1949 heiratete Claude Viseux Micheline Bottieau, mit der er zwei Kinder hatte. 1950 beschloss Viseux, die Architektur aufzugeben und sich ganz der Malerei zu widmen. In den 1950er Jahren machte er sich einen Namen mit gestischen Maltechniken und der Verwendung ungewöhnlicher Materialien wie gespannten Gummibändern, die Farbe auf die Leinwand schleuderten. Seine erste Einzelausstellung fand 1952 in der Galerie Vibaud in Paris statt.
Ab 1959 wandte Claude Viseux sich der Bildhauerei zu. In dieser Zeit begann er, Materialien wie Bronze und Wachs zu verwenden, um gefundene Objekte, insbesondere Strandgut, zu bearbeiten. Später arbeitete er vor allem mit Edelstahl und industriellen Materialien, aus denen er Skulpturen schuf, die mechanische und biologische Formen miteinander verbanden. Sein Werk ist vom Surrealismus beeinflusst, und er stand in enger Verbindung zu Künstlern wie Max Ernst und Man Ray.
In den 1960er Jahren entwickelte Claude Viseux seine „Structures actives“, Skulpturen aus Edelstahl, die er aus industriellen Elementen zusammensetzte. Viseux’ Interesse an industriellen Prozessen spiegelte sich in seiner Kunst wider, indem er Schrott, Maschinenteile und Industrieabfälle verwendete, um neue künstlerische Ausdrucksformen zu schaffen. Seine Werke wurden in zahlreichen öffentlichen Räumen und auf bedeutenden Ausstellungen wie der Biennale von Venedig gezeigt.
Von 1975 bis 1992 war Claude Viseux Professor und Leiter des Bildhauerateliers an der École nationale supérieure des beaux-arts in Paris. Zwischen 1981 und 1990 unternahm Viseux mehrere Reisen nach Indien, deren Einflüsse in seinem Werk deutlich zu erkennen sind. Seine farbenfrohen Kompositionen aus dieser Zeit sind von der indischen Kultur, ihren Riten und Traditionen inspiriert.
Bühnenbilder entwarf er für Salomé von Richard Strauss, Choreografie von Jo Lazzini, Compagnie du ballet-théâtre contemporain, Amiens, 1968 und Score von Steve Lacy, Choreografie von Jacques Garnier, Compagnie le Théâtre du Silence, Théâtre de la Ville, Paris, 1979.
Claude Viseux zog sich 1992 nach Hossegor und später nach Anglet zurück, wo er bis zu seinem Tod 2008 künstlerisch tätig war. Seine Asche wurde auf seinen Wunsch hin im Ozean verstreut.

## Ausstellungen
- 1952: Galerie Vibaud, Paris.
- 1953: Galerie La Gentilhommière, Paris.
- 1954: Galerie Jean-Robert Arnaud, Paris (Februar-März).
- 1955: Galerie René Drouin, Paris.
- 1956: Galerie Daniel Cordier, Paris.
- 1957: Galerie Léo Castelli, New York.
- 1958: Palais des beaux-arts, Brüssel.
- 1960: Galerie Daniel Cordier, Paris (März-April).
- 1961: Facies (Gemälde) und Pétrifications (Skulpturen), Museum Wiesbaden.
- 1965: Galerie Le Point cardinal, Paris.
- 1966: Viseux – Sculptures, 1958–1966, Galerie D. Benador, Genf.
- 1969: Centre national d'art contemporain, Paris (Juni/Juli).
- 1970: Horographies, Galerie Le Point cardinal, Paris (November-Dezember).
- 1972: Claude Viseux. Les instables, Biennale von Venedig.
- 1973: Viseux. Sculptures, 1972–1973, Galerie Le Point cardinal (Dezember 1973 – Januar 1974).
- 1974: Colegio de Arquitectos, Santa Cruz de Tenerife.
- 1974: Claude Viseux. Skulpturen, Zeichnungen, Lithografien, Sala Conca, San Cristóbal de La Laguna.
- 1975: Museum der Ursulinen, Mâcon.
- 1977: Musée d'Art moderne de la ville de Paris (Juni-September).
- 1980: Galerie Isy Brachot, Paris.
- 1981: Galerie Madoura, Vallauris.
- 1985: Galerie Atiir, Las Palmas de Gran Canaria.
- 1986: Art Heritage Gallery, Neu-Delhi.
- 1987: Galerie l'Art et la Paix, Paris.
- 1988: Fine Art Gallery, Tokio.
- 1989: Centre d'art contemporain Raymond-Farbos, Mont-de-Marsan.
- 1989: Chemould Gallery, Bombay.
- 1989: Claude Viseux, Werke auf Papier 1952–1989 und Skulpturen, Centre régional d'Art contemporain du château de Tremblay, Fontenoy (Juni-September).
- 1991: Abbaye de Beaulieu-en-Rouergue (Claude Viseux. Repères).
- 1992: École nationale supérieure des beaux-arts, Paris (Februar-März).
- 1993: Claude Viseux, neuere Werke, Galerie Julio-Gonzalez, Arcueil (Januar-Februar).
- 1996: Claude Viseux. Werke auf Papier, 1955–1996, Galerie Municipale, Vitry-sur-Seine.
- 1997: Museum Carré Bonnat, Bayonne.
- 2000: Galerie Pompidou, Anglet.
- 2009: Centre culturel de la Minoterie, Mont-de-Marsan (Mai).
- 2009: Abbaye de Beaulieu-en-Rouergue (Claude Viseux. Repères).
- 2012: Claude Viseux. Retrospektive, Galerie Eraünsia, Saint-Jean-de-Luz (Oktober-November).
- 2013: Claude Viseux. Skulpturen und Gemälde, Galerie Dom-Art, Dax (Juni-August).
- 2014: Städtisches Museum, Guéthary (Juni).
- 2015: Städtische Galerie Julio González, Arcueil.
- 2016: Claude Viseux (1927–2008). La réalité transformée, Musée d'Art et d'Histoire Louis-Senlecq, L'Isle-Adam.
- 2016: GSN Galerie, Pau (September).
- 2016: Trajectoire(s). Claude Viseux, Nationalmuseum und Schlossgut Pau (September-Dezember).
- 2019: Château Fonbadet, Pauillac (Juni bis Oktober).
- 2019: Claude Viseux. Peintures, gravures, sculptures, espace Jacques-Prévert, Mers-les-Bains (Juli-August).